# Оттино, Паскуале
Паскуале Оттино (итал. Pasquale Ottino) или Паскуале Оттини (итал. Pasquale Ottini), по прозванию Паскуалотто (итал. Pasqualotto ; 26 сентября 1578, Верона, Венецианская республика — 30 июля 1630, там же) — итальянский живописец, писавший картины в стиле маньеризма и барокко.

## Биография

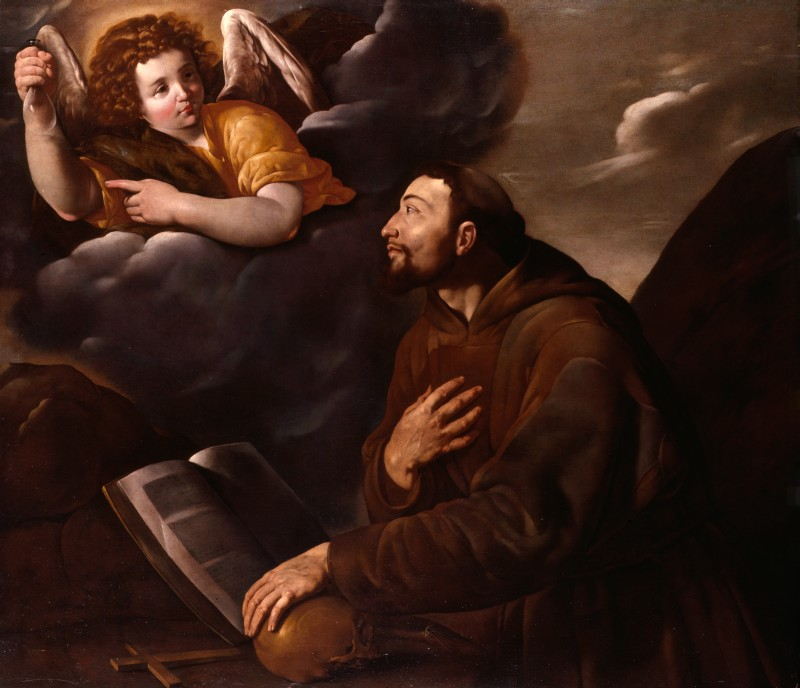
«Ангел и святой Франциск» (1620 / 1630). Холст, масло. 121 х 140 см. Собрание Фонда Каприоло, Милан

Родился в 1578 году в Вероне. Живописи обучался в мастерской Феличе Брузазордзи, вместе с Алессандро Турки, по прозванию Орбетто, Маркантонио Бассетти и Санто Креара. С Турки Оттино трудился над завершением большого полотна «Падение Манны небесной» в церкви Сан-Джорджо-ин-Брайда в Вероне, которое не успел дописать их учитель, умерший в 1605 году.
В работах раннего периода живописца, таких как алтарь молодых в церкви Сан-Джованни-Эванджелиста в Але и картина «Золотой век», ныне хранящейся в музее Кастельвеккьо, заметно влияние Брузазордзи. После завершения полотна учителя Оттино переехал в Римини, где в церкви Сан-Джулиано им были написаны боковые образы для алтаря, созданного Паоло Веронезе. Затем Оттино отправился в Рим, где для кардинала Алессандро Перетти-Монтальто также написал картину.
В 1610 году художник вернулся в Верону. Здесь в 1612 году он сочетался браком с Анджелой Ройа-Аквистапаче, дочерью состоятельного производителя сыров. Вскоре после этого Оттино стал одним из ведущих живописцев Вероны, выполнявших заказы, главным образом, на создание больших алтарных картин. В 1622—1623 годах он работал над картиной «Успение Девы Марии» в церкви Санта-Мария-ин-Ванцо в Падуе.
Как и Турки, при создании красок Оттино использовал различные элементы, такие как медь, ткань и пробирный камень. В своих полотнах, в стиле маньеризма и барокко, он соединил традиции разных школ. В них чувствуется влияние Гвидо Рени, Карло Сарачени и Джузеппе Чезари. Паскуале Оттино умер от чумы в своем родном городе в 1630 году.